# Erythrospermum
Erythrospermum es un género de plantas de plantas fanerógamas con 45 especies descritas y de estas, solo 3 aceptadas. Son arbustos perteneciente a la familia de las achariáceas.

## Taxonomía
El género fue descrito por  Jean-Baptiste Lamarck y publicado en Tableau Encyclopédique et Methodique ... Botanique 2(1): 407, t. 274. 1792.

## Especies aceptadas
- Erythrospermum acuminatissimum (A. Gray) A.C. Sm.
- Erythrospermum cordifolium (Clos) H. Perrier
- Erythrospermum mauritanum (Thouars) Baker